# Siniša Mihajlović
Siniša Mihajlović (Vukovár, 1969. február 20. – Róma, 2022. december 16.) szerb labdarúgó, edző. Háromszoros jugoszláv bajnok, 1991-ben a Crvena zvezdával bajnokságot, bajnokcsapatok Európa-kupáját és világkupát nyert. A válogatottban 63 válogatottság mellett 9 gólt szerzett, részt vett az 1998-as világbajnokságon és a 2000-es Európa-bajnokságon.
2012. május 21-én kinevezték a szerb válogatott szövetségi kapitányává, kétéves szerződést írt alá. 2022-ben leukémiában hunyt el.

## Pályafutása

### Klubcsapatokban
Édesanyja horvát, édesapja szerb származású. 1988 és 1990 között az FK Vojvodina játékosa volt. 1990-ben igazolt a Crvena zvezdához, melynek színeiben két jugoszláv bajnoki címet szerzett és 1991-ben megnyerte a bajnokcsapatok Európa-kupáját, valamint a világkupát. 1992-ben igazolt Olaszországba az AS Roma együtteséhez, ahol két évet töltött. 1994-ben a Sven-Göran Eriksson által irányított Sampdoria játékosa lett, ahol egy csapatban játszott Walter Zengával, Riccardo Ferrivel és a Gianluca Pagliucával. A Sampdoriát négy szezonon keresztül erősítette. 1998-ban a Lazio szerződtette, melynek színeiben 1999-ben megnyerte a kupagyőztesek Európa-kupáját és az UEFA-szuperkupát, 2000-ben pedig olasz bajnoki címet szerzett, emellett kétszeres olasz kupa (1998, 2000) és szuperkupagyőztes (2000, 2004). A sikeres éveket követően az Internazionaléhoz távozott. 2005-ben kupát és szuperkupát, 2006-ban bajnokságot és kupát nyert.

### A válogatottban
1991-ben 4 mérkőzésen lépett pályára a jugoszláv válogatottban. 1994 és 2003 között 59 alkalommal szerepelt a jugoszláv válogatottban és 10 gólt szerzett. Részt vett az 1998-as világbajnokságon, ahol az Irán elleni csoportmérkőzésen az ő szabadrúgásgóljával nyertek 1–0-ra a jugoszlávok. Tagja volt 2000-es Európa-bajnokságon szereplő válogatott keretének is, ahol a Szlovénia elleni nyitómérkőzésen kiállították.

## Sikerei, díjai

### Klub
FK Vojvodina
- Jugoszláv bajnokság: 1988–89

Crvena zvezda
- Jugoszláv bajnokság: 1990–91, 1991–92
- Bajnokcsapatok Európa-kupája: 1990–91
- Világkupa: 1991

Lazio
- Kupagyőztesek Európa-kupája: 1998–99
- Olasz kupa: 1999–2000, 2003–04
- Olasz szuperkupa: 1998, 2000
- UEFA-szuperkupa: 1999
- Olasz bajnokság: 1999–2000

Internazionale
- Olasz kupa: 2004–05, 2005–06
- Olasz szuperkupa: 2005
- Olasz bajnokság: 2005–06

## Edzői statisztika
| Csapat      | Nemzet   | –tól               | –ig                 | Mérleg | Mérleg | Mérleg | Mérleg     | Mérleg | Mérleg | Mérleg | Mérleg |
| M           | GY       | D                  | V                   | GY     | D      | V      | Győzelem % |        |        |        |        |
| ----------- | -------- | ------------------ | ------------------- | ------ | ------ | ------ | ---------- | ------ | ------ | ------ | ------ |
| Bologna     | olasz    | 2008. november 3.  | 2009. április 14.   | 22     | 4      | 8      | 10         | 25     | 36     | −11    | 18.18  |
| Catania     | olasz    | 2009. december 8.  | 2010. május 24.     | 25     | 10     | 9      | 6          | 32     | 23     | +9     | 40     |
| Fiorentina  | olasz    | 2010. június 4.    | 2011. november 7.   | 52     | 18     | 18     | 16         | 66     | 56     | +10    | 34.62  |
| Szerbia     | szerbia  | 2012. május 21.    | 2013. november 19.  | 19     | 7      | 4      | 8          | 28     | 21     | +7     | 36.84  |
| Sampdoria   | olasz    | 2013. november 20. | 2015. június 1.     | 69     | 26     | 23     | 20         | 93     | 87     | +6     | 37.68  |
| Milan       | olasz    | 2015. június 16.   | 2016. április 12.   | 38     | 19     | 10     | 9          | 57     | 37     | +20    | 50     |
| Torino      | olasz    | 2016. május 25.    | 2018. január 4.     | 64     | 23     | 24     | 17         | 116    | 100    | +16    | 35.94  |
| Sporting CP | portugál | 2018. június 18.   | 2018. június 27.    | 0      | 0      | 0      | 0          | 0      | 0      | +0     | 0      |
| Bologna     | olasz    | 2019. január 28.   | 2022. szeptember 6. | 142    | 46     | 38     | 58         | 196    | 228    | −32    | 32.39  |
| összesen    | összesen | összesen           | összesen            | 431    | 153    | 134    | 144        | 613    | 588    | +25    | 35.5   |